# Ordonnances sous la présidence de François Mitterrand
Les ordonnances sous la présidence de François Mitterrand sont l'ensemble des ordonnances signées par le Président de la République François Mitterrand durant sa présidence. Les ordonnances, qui sont des mesures prises par le gouvernement dans des domaines qui relèvent normalement du domaine de la loi, sont permises par une procédure législative spécifique prévue par l'article 38.

## Liste

### Premier septennat
| Numérotation | Titre | Sujet | Ministère           | Date de signature |
| ------------ | --- | --- | ------------------- | ----------------- |
| 1            | Ordonnance relative à la prise en charge par l’État de certaines cotisations de sécurité sociale au bénéfice d'entreprises opérant une forte réduction de la durée du travail et modifiant le Code du travail en vue de faciliter la cessation anticipée d'activité | Création de conditions pour que la puissance publique prenne en charge certaines cotisations en échange d'une réduction de la durée de travail des salariés à temps plein. | Premier ministre    | 16 janvier 1982   |
| 2            | Ordonnance relative à la durée du travail et aux congés payés | Négociation entre partenaires sociaux au sujet de la rémunération à la suite de la baisse de durée du travail. | Premier ministre    | 16 janvier 1982   |
| 3            | Ordonnance relative aux contrats de solidarité des collectivités locales | Possibilité de signature de contrats de solidarité entre la puissance publique et les collectivités locales ou leurs établissements publics (non industries et commerciaux) afin de favoriser la création d'emplois dans ces collectivités ou établissements.                                                                | Premier ministre    | 30 janvier 1982   |
| 4            | Ordonnance relative à la durée et à l'aménagement du temps de travail en agriculture | Précision des dispositions concernant la réduction du temps de travail dans le secteur agricole. | Premier ministre    | 30 janvier 1982   |
| 5            | Ordonnance modifiant les dispositions du Code du travail relatives au contrat de travail à durée déterminée ainsi qu'à certaines dispositions du Code civil | Modification du Code du travail. | Ministre du Travail | 5 février 1982    |
| 6            | Ordonnance modifiant les dispositions du Code du travail relatives au travail temporaire | Modification du Code du travail. | Ministre du Travail | 5 février 1982    |
| 7            | Ordonnance relatives à la prise en charge par l’État de certaines cotisations de sécurité sociale dans les entreprises industrielles des secteurs du textile et de l'habillement                                                                                    | Soutien des entreprises du milieu du textile et de l'habillement par des prises en charge des cotisations sociales. |                     | 1er mars 1982     |
| 8            | Ordonnance habilitant la Caisse nationale de garanties des ouvriers dockers à conclure avec l’État des conventions en application des articles L. 322-1 et L. 322-4 du Code du Travail.                                                                             | Modifications des dispositions relatives aux retraites et à la sécurité sociale. |                     | 11 mars 1982      |
| 9            | Ordonnance relative à l'abaissement de l'âge de la retraite des assurés du régime général et du régime des assurances sociales agricoles | Modifications des dispositions relatives aux retraites et à la sécurité sociale. |                     | 26 mars 1982      |
| 10           | Ordonnance relative au travail à temps partiel | Modification du Code du travail. | Ministre du Travail | 26 mars 1982      |
| 11           | Ordonnance relative à la durée hebdomadaire du travail dans les établissements sanitaires et sociaux mentionnés à l'article L. 792 du Code de la Santé Publique | Modification du Code du travail. | Ministre du Travail | 26 mars 1982      |
| 12           | Ordonnance relative aux mesures destinées à assurer aux jeunes de 16 à 18 ans une qualification professionnelle et à faciliter leur insertion sociale | Politique de soutien aux travailleurs et aux chômeurs. |                     | 26 mars 1982      |
| 13           | Ordonnance relative à la limitation des possibilités de cumuls entre pensions de retraite et revenus d'activité | |                     | 30 mars 1982      |
| 14           | Ordonnance relative à la cotisation perçue sur le tabac, instituée par l'article 26 de la loi n° 83-25 du 19 janvier 1983 portant diverses mesures relatives à la sécurité sociale                                                                                  | Politique fiscale. |                     | 30 avril 1983     |
| 15           | Ordonnance relative au revenu de remplacement des travailleurs involontairement privés d'emploi et portant modification du Code de travail | Politique de soutien aux travailleurs et aux chômeurs. | Ministre du Travail | 21 mars 1984      |
| 16           | Ordonnance relative aux principes directeurs du droit du travail et à l'organisation et au fonctionnement de l'inspection du travail et du tribunal du travail en Nouvelle-Calédonie                                                                                | Homogénéisation du droit de la Nouvelle-Calédonie et du droit national |                     | 13 novembre 1985  |
| 17           | Ordonnance relative à la fiscalité des régions de Nouvelle-Calédonie dépendances, à la contribution foncière et à la patente | Homogénéisation du droit de la Nouvelle-Calédonie et du droit national |                     | 13 novembre 1985  |
| 18           | Ordonnance relative à l'emploi des jeunes de seize à vingt-cinq ans | Politique de l'emploi des jeunes. |                     | 16 juillet 1986   |
| 19           | Ordonnance les dispositions du code du travail relatives au contrat à durée déterminée, au travail temporaire et au travail à temps partiel | Politique de soutien aux travailleurs. |                     | 11 août 1986      |
| 20           | Ordonnance relative aux avantages consentis aux entreprises créées dans certaines zones | Aides fiscales aux entreprises de certaines zones |                     | 15 octobre 1986   |
| 21           | Ordonnance relative à l'intéressement et à la participation des salariés aux résultats de l'entreprise et à l'actionnariat des salariés | Développement de l'actionnariat salarié. |                     | 21 octobre 1986   |
| 22           | Ordonnance relative à la liberté des prix et de la concurrence | Abrogation de l'ordonnance du 30 juin 1945 sur le blocage des prix. Libéralisation des prix afin qu'ils soient déterminés par le jeu de la concurrence. Les secteurs où la concurrence est limitée par des monopoles/difficultés durables d'approvisionnement peuvent avoir leurs prix bloqués par décret en Conseil d’État. |                     | 1er décembre 1986 |

### Deuxième septennat
| Numérotation | Titre | Sujet                                                             | Ministère | Date de signature |
| ------------ | --- | ----------------------------------------------------------------- | --------- | ----------------- |
| 23           | Ordonnance portant extension et adaptation de dispositions du code de l'urbanisme dans la collectivité territoriale de Mayotte (partie législative) | Homogénéisation du droit de Mayotte et du droit national          |           | 25 juin 1990      |
| 24           | Ordonnance portant extension et adaptation à la collectivité territoriale de Mayotte du livre II (nouveau) du code rural intitulé Protection de la nature | Homogénéisation du droit de Mayotte et du droit national          |           | 10 janvier 1991   |
| 25           | Ordonnance portant extension et adaptation à Mayotte du code pénal ainsi que de certaines dispositions de droit pénal et de procédure pénale | Homogénéisation du droit de Mayotte et du droit national          |           | 25 février 1991   |
| 26           | Ordonnance relative au code du travail applicable dans la collectivité territoriale de Mayotte | Homogénéisation du droit de Mayotte et du droit national          |           | 25 février 1991   |
| 27           | Ordonnance relative aux dispositions budgétaires et comptables applicables dans la collectivité territoriale de Mayotte | Homogénéisation du droit de Mayotte et du droit national          |           | 22 juillet 1991   |
| 28           | Ordonnance portant extension et adaptation à la collectivité territoriale de Mayotte de certaines dispositions des titres Ier, II et III du code de la famille et de l'aide sociale | Homogénéisation du droit de Mayotte et du droit national          |           | 5 septembre 1992  |
| 29           | Ordonnance portant extension et adaptation à la collectivité territoriale de Mayotte de certaines dispositions du livre II du code des assurances | Homogénéisation du droit de Mayotte et du droit national          |           | 4 mars 1992       |
| 30           | Ordonnance portant extension et adaptation à la collectivité territoriale de Mayotte de diverses dispositions relatives aux marchés publics | Homogénéisation du droit de Mayotte et du droit national          |           | 4 mars 1992       |
| 31           | Ordonnance portant extension et adaptation à Mayotte du livre du code rural intitulé "Des animaux et des végétaux" | Homogénéisation du droit de Mayotte et du droit national          |           | 15 juin 1992      |
| 32           | Ordonnance portant extension et adaptation à la collectivité territoriale de Mayotte de diverses dispositions législatives relatives à la santé publique | Homogénéisation du droit de Mayotte et du droit national          |           | 1er octobre 1992  |
| 33           | Ordonnance portant extension et adaptation à la collectivité territoriale de Mayotte de diverses dispositions concernant l'établissement et la conservation d'un cadastre | Homogénéisation du droit de Mayotte et du droit national          |           | 1er octobre 1992  |
| 34           | Ordonnance portant extension et adaptation dans la collectivité territoriale de Mayotte de certaines dispositions du code des assurances et de la loi n° 85-677 du 5 juillet 1985 tendant à l'amélioration de la situation des victimes d'accidents de la circulation et à l'accélération des procédures d'indemnisation                                | Homogénéisation du droit de Mayotte et du droit national          |           | 1er octobre 1992  |
| 35           | Ordonnance portant actualisation et adaptation des dispositions législatives de procédure pénale applicables dans les territoires de la Nouvelle-Calédonie, de la Polynésie française et des îles Wallis-et-Futuna | Homogénéisation du droit de Wallis-et-Futuna et du droit national |           | 2 octobre 1992    |
| 36           | Ordonnance portant extension et adaptation dans les territoires de la Nouvelle-Calédonie, de la Polynésie française et des îles Wallis-et-Futuna de certaines dispositions de la loi n° 85-677 du 5 juillet 1985 tendant à l'amélioration de la situation des victimes d'accidents de la circulation et à l'accélération des procédures d'indemnisation | Homogénéisation du droit de Wallis-et-Futuna et du droit national |           | 12 octobre 1992   |
| 37           | Ordonnance relative au code forestier applicable dans la collectivité territoriale de Mayotte | Homogénéisation du droit de Mayotte et du droit national          |           | 12 octobre 1992   |
| 38           | Ordonnance relative au code du domaine de l’État et des collectivités publiques applicable dans la collectivité territoriale de Mayotte | Homogénéisation du droit de Mayotte et du droit national          |           | 12 octobre 1992   |
| 39           | Ordonnance portant extension et adaptation à Mayotte de certaines dispositions du code de procédure pénale et du code des assurances relatives aux victimes d'infractions | Homogénéisation du droit de Mayotte et du droit national          |           | 12 octobre 1992   |
| 40           | Ordonnance relative au code des douanes applicable dans la collectivité territoriale de Mayotte | Homogénéisation du droit de Mayotte et du droit national          |           | 12 octobre 1992   |
| 41           | Ordonnance relative à l'organisation judiciaire à Mayotte | Homogénéisation du droit de Mayotte et du droit national          |           | 12 octobre 1992   |
| 42           | Ordonnance relative à l'organisation judiciaire des territoires d'outre-mer | Homogénéisation du droit des TOM et du droit national             |           | 12 octobre 1992   |
| 43           | Ordonnance relative à l'aide juridictionnelle en matière pénale en Nouvelle-Calédonie et dans les îles Wallis et Futuna | Homogénéisation du droit de Wallis-et-Futuna et du droit national |           | 12 octobre 1992   |
| 44           | Ordonnance portant extension et adaptation dans les territoires d'outre-mer des dispositions législatives relatives au secret des correspondances émises par la voie des télécommunications | Homogénéisation du droit des TOM et du droit national             |           | 12 octobre 1992   |
| 45           | Ordonnance portant extension et adaptation dans les territoires de la Nouvelle-Calédonie, de la Polynésie française et des îles Wallis-et-Futuna de certaines dispositions modifiant le code de procédure pénale et le code des assurances et relatives aux victimes d'infractions                                                                      | Homogénéisation du droit de Wallis-et-Futuna et du droit national |           | 12 octobre 1992   |

## Analyse
François Mitterrand est le troisième président à avoir le moins utilisé d'ordonnances en valeur absolue, avec 45 ordonnances sur quatorze ans de mandat (dont quatre ans de cohabitation), contre 111 ordonnances pour Charles de Gaulle et 20 pour Valéry Giscard d'Estaing. Il signe le quart des ordonnances de son septennat en 1982 afin d'appliquer ses 110 propositions pour la France.
Le sujet des ordonnances est médiatisé lors de la première cohabitation. Le président Mitterrand refuse de signer des ordonnances visant aux privatisations sous le gouvernement Chirac, ainsi que les ordonnances relatives au redécoupage des circonscriptions législatives françaises de 1986.